# ديفيد غيلبرت
ديفيد غيلبرت (15 يونيو 1827 في المملكة المتحدة - ) (بالإنجليزية: David Gilbert)‏ هو لاعب كريكت بريطاني. لعب مع نادي مقاطعة ساسكس للكركيت ‏.

## وصلات خارجية
- ديفيد غيلبرت على موقع إي آس بي آن كريك إنفو (الإنجليزية)